# Ruđer Bošković
Ruđer Josip Bošković (Raguza, 1711. május 18. – Milánó, 1787. február 12.) horvát polihisztor, fizikus, matematikus, filozófus, diplomata, költő, teológus, csillagász.

## Életpályája
Korán lépett a jezsuiták rendjébe; 1740-ben a Collegium Romanumon a matematika és filozófia tanára lett és 1750-től 1753-ig a pápai államban megmérte a délkör egy fokát. 1760-ban nagyobb utazást kezdett meg Európán keresztül és visszatérte után 1764-ben Paviában tanárságot vállalt, melytől azonban nemsokára megvált. Ezután Milánóban tanított, 1773-ban pedig elment Párizsba és itt a tengerészetnél az optika igazgatója címet nyerte. Francia tudósok ellenségeskedései arra bírták, hogy Bassanóba menjen, ahol műveinek kiadásáról gondoskodott. Visszavonultan Milanóban töltötte utolsó napjait. A Brera-palotában szobrot állítottak neki. 
Művei öt kötetben jelentek meg (Bassano, 1785). Egy tankölteményt is írt: De solis ac lunae defectibus (London, 1764).